# اصل فرانک–کاندون

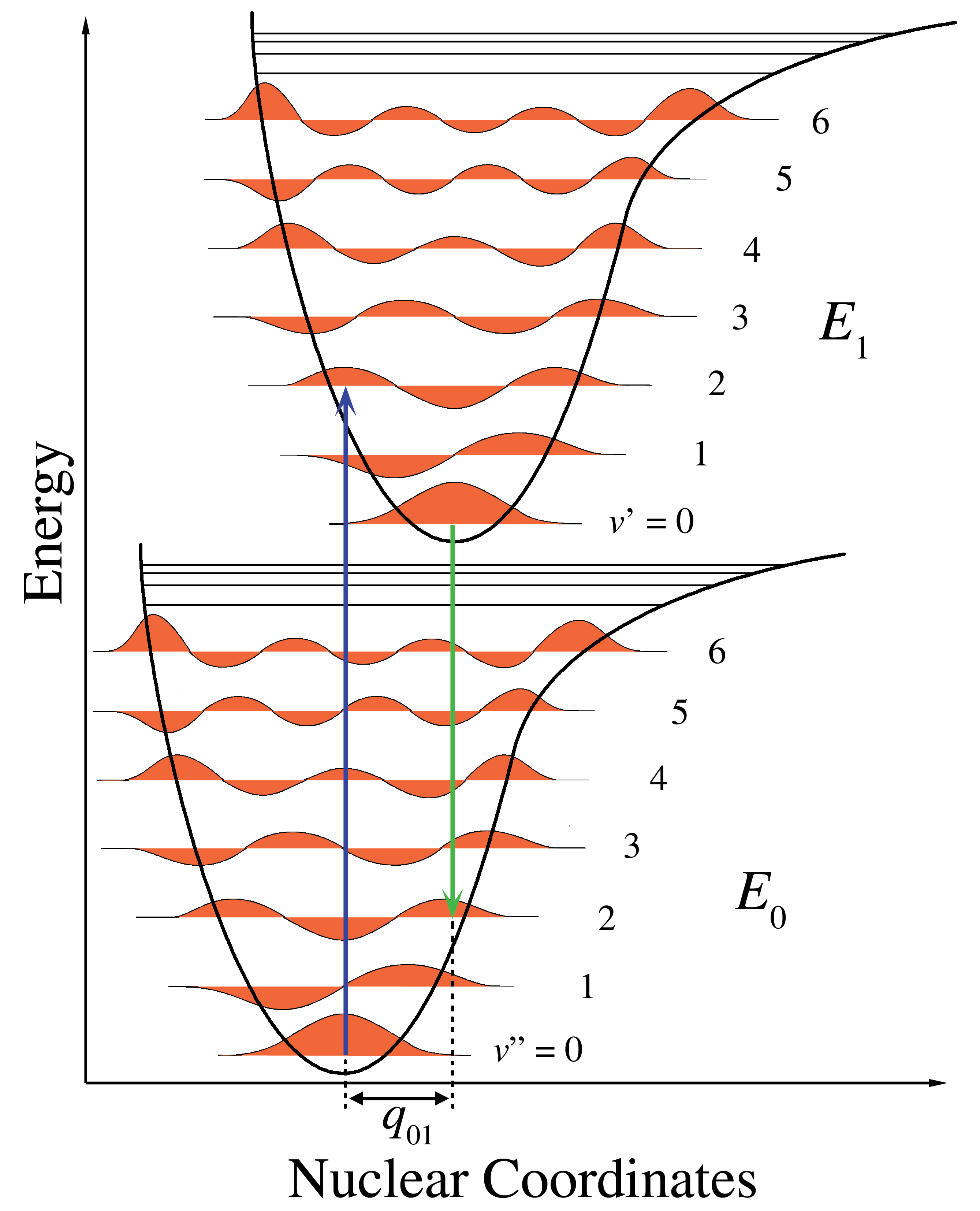
شکل ۱. نمودار انرژی اصل فرانک-کاندون. از آنجایی که انتقال‌های الکترونیکی در مقایسه با حرکات هسته‌ای بسیار سریع هستند،
حالت‌های ارتعاشی که جذب و انتشار از آن و از آن رخ می‌دهد، آن‌هایی هستند که با حداقل تغییر در مختصات هسته‌ای مطابقت دارند. در نتیجه، هم جذب و هم انتشار، مولکول‌ها را در حالت‌های برانگیخته ارتعاشی تولید می‌کنند. چاه‌های پتانسیل انتقال‌ها را با تغییرات ν دوست دارند.

اصل فرانک-کاندون (به انگلیسی: Franck–Condon principle) در شیمی کوانتومی بیانگر این قضیه است که انتقالات الکترونی در محتمل‌ترین حالت به گونه‌ای انجام می‌شوند که مکان و مومنتوم هسته‌ها ثابت بمانند. این اصل از تقریب سرعت بسیار بالای انتقالات الکترونی در مقایسه با ارتعاشات هسته و در نتیجه ثابت بودن هسته اتم در هنگام انتقالات الکترونی ناشی می‌شود.

## نظر کلی
اصل فرانک-کاندون یک تفسیر نیمه کلاسیک کاملاً تثبیت شده بر اساس مشارکت های اصلی جیمز فرانک دارد. انتقال‌های الکترونیکی در مقایسه با مقیاس زمانی حرکات هسته‌ای نسبتاً آنی هستند، بنابراین اگر قرار است مولکول در طول انتقال الکترونیکی به سطح ارتعاشی جدیدی برود، این سطح ارتعاشی جدید باید فوراً با موقعیت‌های هسته‌اتم و تکانه های سطح ارتعاشی مولکول در حالت الکترونیکی مبدا سازگار باشد.در تصویر نیمه کلاسیک ارتعاشات (نوسانات) یک نوسانگر هارمونیک ساده، شرایط لازم می تواند در نقاط عطف، جایی که تکانه صفر است، رخ دهد.
 به طور کلاسیک، اصل فرانک-کاندون تقریبی است که یک انتقال الکترونیکی به احتمال زیاد بدون تغییر در موقعیت هسته‌ها در موجودیت مولکولی و محیط آن رخ می‌دهد. حالت حاصل، حالت فرانک-کاندون نامیده می‌شود و انتقال درگیر، یک انتقال عمودی است. فرمول مکانیکی کوانتومی این اصل این است که شدت یک انتقال ارتعاشی متناسب با مجذور انتگرال همپوشانی بین توابع موج ارتعاشی دو حالتی است که در انتقال دخیل هستند.
—   IUPAC اصطلاحات شیمیایی، ویرایش دوم (۱۹۹۷)

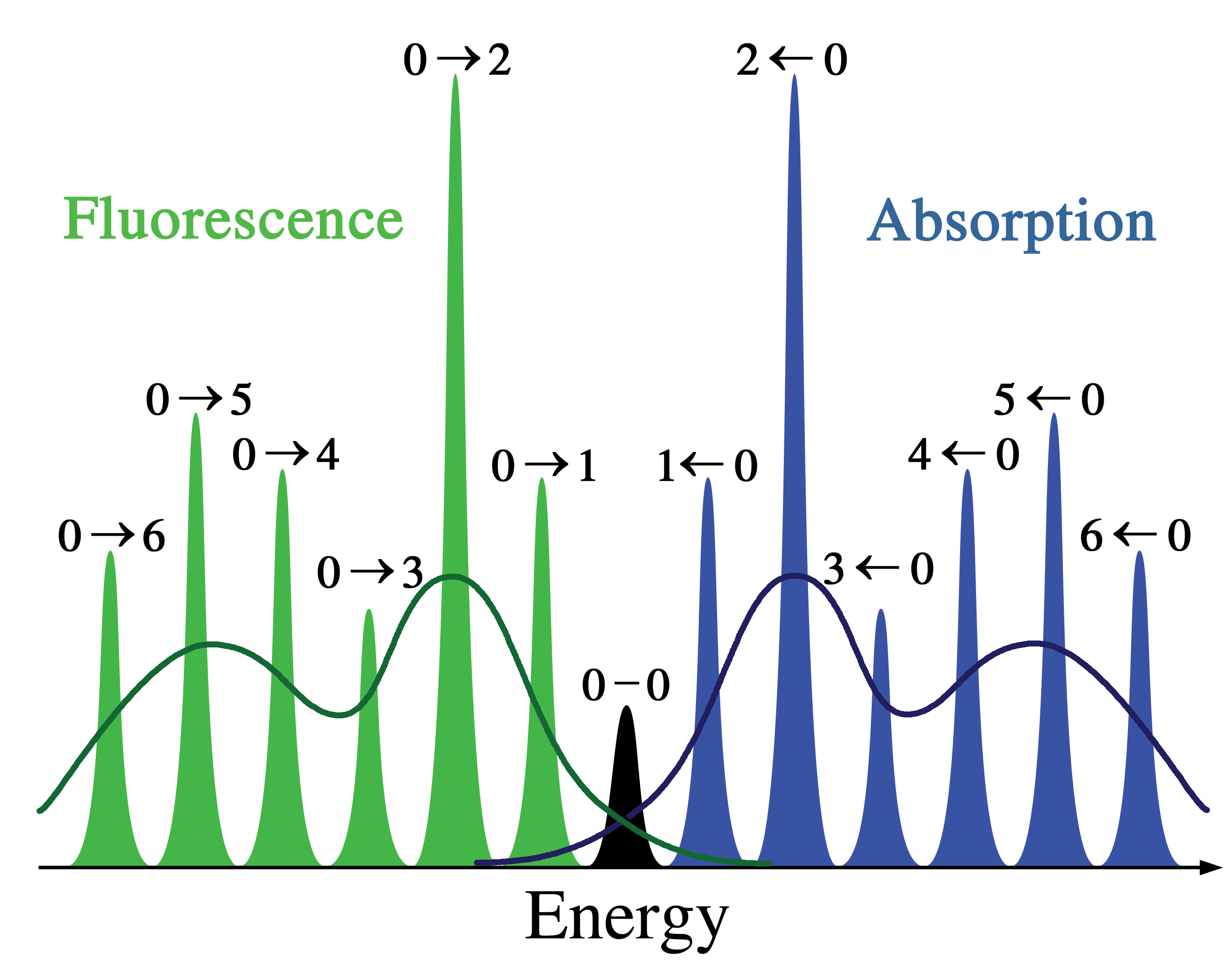
شکل ۲.نمایش شماتیک طیف های جذب و فلورسانس مربوط به نمودار انرژی در شکل ۱. تقارن به دلیل شکل مساوی حالت پایه و چاه های پتانسیل حالت برانگیخته است. خطوط باریک معمولاً فقط در طیف گازهای رقیق قابل مشاهده است. منحنی های تیره تر نشان دهنده انبساط ناهمگن همان انتقال هایی است که در مایعات و جامدات رخ می دهد. انتقال های الکترونیکی بین پایین ترین سطوح ارتعاشی حالت های الکترونیکی (انتقال ۰-۰) انرژی یکسانی در جذب و فلورسانس دارند.

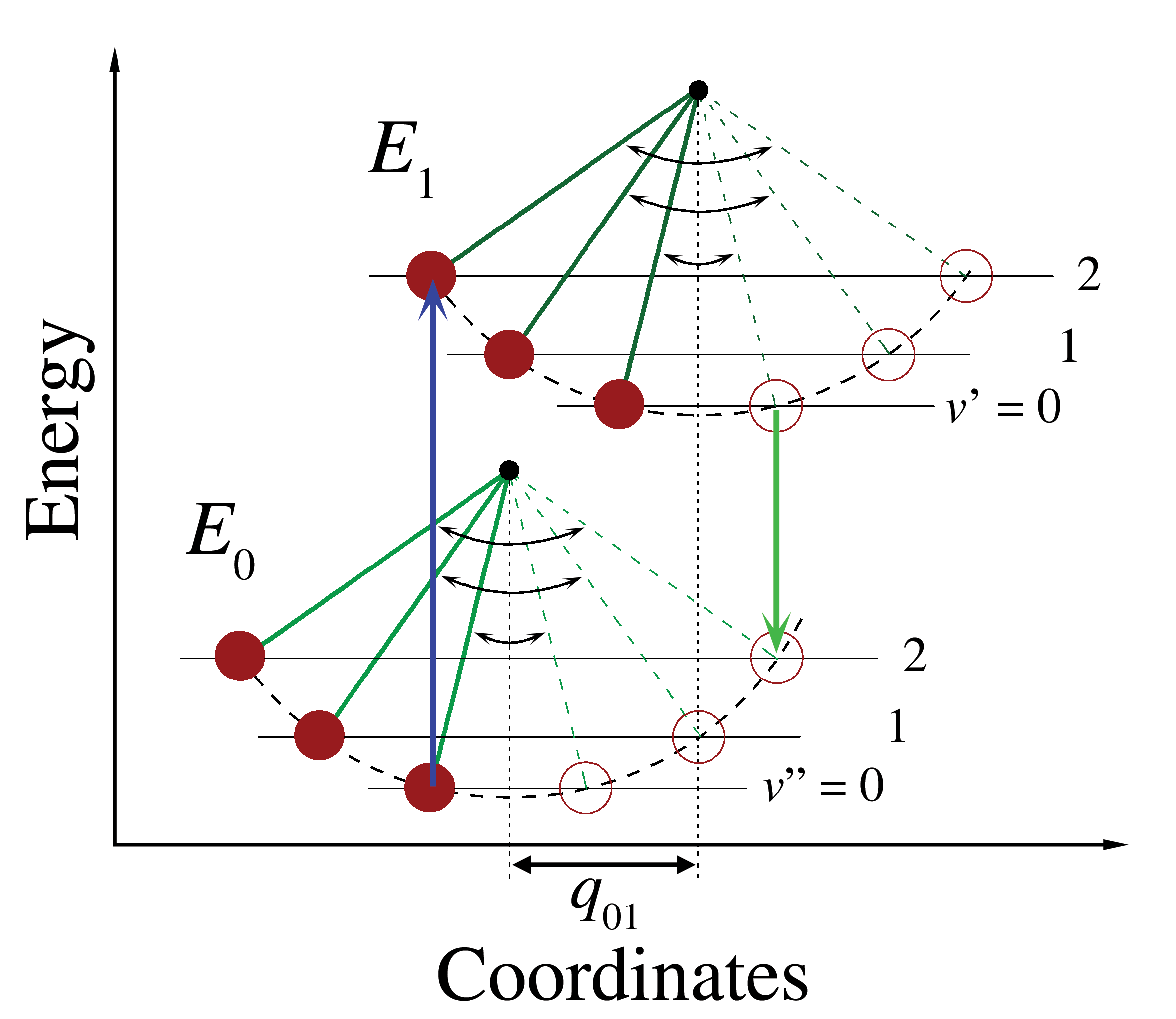
شکل ۳.قیاس آونگ نیمه کلاسیک اصل فرانک-کاندون. انتقال ویبرونیک در نقاط عطف کلاسیک مجاز است زیرا هم تکانه و هم مختصات هسته ای در دو سطح انرژی نشان داده شده مطابقت دارند. در این تصویر، انتقال ارتعاشی ۰-۲ مورد علاقه است.

در تصویر مکانیک کوانتومی، سطوح ارتعاشی و توابع موج ارتعاشی مربوط به نوسانگرهای هارمونیک کوانتومی یا تقریب‌های پیچیده‌تر به انرژی پتانسیل مولکول‌ها، مانند پتانسیل مورس است. شکل ۱ اصل فرانک-کاندون را برای انتقال ارتعاشی در یک مولکول با توابع انرژی پتانسیل مورس مانند در هر دو حالت الکترونیکی پایه و برانگیخته نشان می دهد. در تقریب دمای پایین، مولکول در سطح ارتعاشی v = ۰ حالت الکترونیکی پایه شروع می‌شود و با جذب فوتون انرژی لازم، به حالت الکترونیکی برانگیخته منتقل می‌شود. پیکربندی الکترونی حالت جدید ممکن است منجر به تغییر موقعیت تعادلی هسته های تشکیل دهنده مولکول شود. در شکل ۳ این تغییر در مختصات هسته ای بین زمین و اولین حالت برانگیخته با عنوان q۰۱ مشخص شده است. در ساده ترین حالت یک مولکول دو اتمی، محور مختصات هسته ای به جدایی بین هسته ای اشاره دارد. انتقال ویبرونیک با یک فلش عمودی به دلیل فرض ثابت بودن مختصات هسته ای در طول انتقال نشان داده می شود. احتمال اینکه مولکول بتواند به هر سطح ارتعاشی خاصی ختم شود، متناسب با مجذور همپوشانی (عمودی) توابع موج ارتعاشی حالت اولیه و نهایی است (بخش فرمول مکانیکی کوانتومی را در زیر ببینید). در حالت برانگیخته الکترونیکی، مولکول‌ها به سرعت به پایین‌ترین سطح ارتعاشی پایین‌ترین حالت برانگیختگی الکترونیکی (قانون کاشا) شل می‌شوند و از آنجا می‌توانند از طریق گسیل فوتون به حالت پایه الکترونیکی تجزیه شوند. اصل فرانک-کاندون به طور یکسان برای جذب و فلورسانس اعمال می شود.
کاربرد اصل فرانک-کاندون هم در جذب و هم در فلورسانس، همراه با قانون کاشا منجر به تقارن آینه ای تقریبی می شود که در شکل ۲ نشان داده شده است. ساختار ارتعاشی مولکول ها در یک گاز سرد و کم به دلیل عدم وجود ناهمگن به وضوح قابل مشاهده است.  گسترش انتقال فردی  انتقال‌های ویبرونیک در شکل ۲ به‌عنوان خطوط باریک و با فواصل مساوی لورنتسی ترسیم شده‌اند.  فاصله مساوی بین سطوح ارتعاشی فقط برای پتانسیل سهموی نوسانگرهای هارمونیک ساده است، در پتانسیل های واقعی تر، مانند آنچه در شکل ۱ نشان داده شده است، فاصله انرژی با افزایش انرژی ارتعاشی کاهش می یابد.  انتقال های الکترونیکی به و از پایین ترین حالت های ارتعاشی اغلب به عنوان انتقال ۰-۰ (صفر صفر) نامیده می شوند و انرژی یکسانی در جذب و فلورسانس دارند.

## توسعه اصل
جیمز فرانک در گزارشی که در سال ۱۹۲۶ در Transactions of the Faraday Society منتشر شد، به مکانیسم‌های واکنش‌های شیمیایی ناشی از فوتون توجه داشت. مکانیسم فرضی تحریک یک مولکول توسط فوتون و به دنبال آن برخورد با مولکول دیگر در طول دوره کوتاه تحریک بود. سوال این بود که آیا ممکن است یک مولکول در یک مرحله، جذب فوتون و بدون برخورد به محصولات فوتو تبدیل شود؟ برای اینکه یک مولکول از هم جدا شود، باید از فوتون انرژی ارتعاشی فراتر از انرژی تفکیک به دست آورد، یعنی انرژی شکستن یک پیوند شیمیایی. با این حال، همانطور که در آن زمان شناخته شده بود، مولکول ها فقط انرژی مربوط به انتقال کوانتومی مجاز را جذب می کنند و هیچ سطح ارتعاشی بالاتر از سطح انرژی تفکیک چاه پتانسیل وجود ندارد. جذب فوتون با انرژی بالا به جای تجزیه منجر به انتقال به حالت الکترونیکی بالاتر می شود.او در بررسی اینکه یک مولکول در هنگام برانگیختن به سطح الکترونی بالاتر چقدر انرژی ارتعاشی می‌تواند به دست آورد و اینکه آیا این انرژی ارتعاشی می‌تواند فوراً مولکول را از هم جدا کند، سه نمودار ترسیم کرد که تغییرات احتمالی در انرژی اتصال بین پایین ترین و بالا ترین تراز های الکترونی را نشان میدهد.
نمودار I. تضعیف شدید اتصال را در انتقال از حالت عادی n به حالت های برانگیخته a و a' نشان می دهد. در اینجا ما D > D' و D > 'D" را داریم. همزمان موقعیت تعادل هسته ها با تحریک به مقادیر بزرگتر r حرکت می کند. اگر از موقعیت تعادل (حداقل انرژی پتانسیل) حرکت کنیم. منحنی n به صورت عمودی [تاکید اضافه شده است] به سمت منحنی های a در نمودار I. ذرات انرژی پتانسیل بیشتری از D' خواهند داشت و از هم دور می شوند...

- جیمز فرانک، ۱۹۲۶
جیمز فرانک تشخیص داد که تغییرات در سطوح ارتعاشی می تواند نتیجه ماهیت آنی برانگیختگی به سطوح بالاتر انرژی الکترونیکی و یک موقعیت تعادلی جدید برای پتانسیل تعامل هسته ای باشد.  ادوارد کاندون این بینش را فراتر از واکنش‌های نوری در مقاله مروری فیزیکی در سال ۱۹۲۶ با عنوان «نظریه توزیع شدت در سیستم‌های باند» گسترش داد.  در اینجا او فرمول نیمه کلاسیک را به شیوه ای کاملاً شبیه به شکل مدرن آن فرمول بندی می کند.  اولین ارجاع مشترک به فرانک و کاندون در رابطه با اصل جدید در همان شماره ۱۹۲۶ Physical Review در مقاله ای در مورد ساختار نواری مونوکسید کربن توسط ریموند بیرج ظاهر می شود.

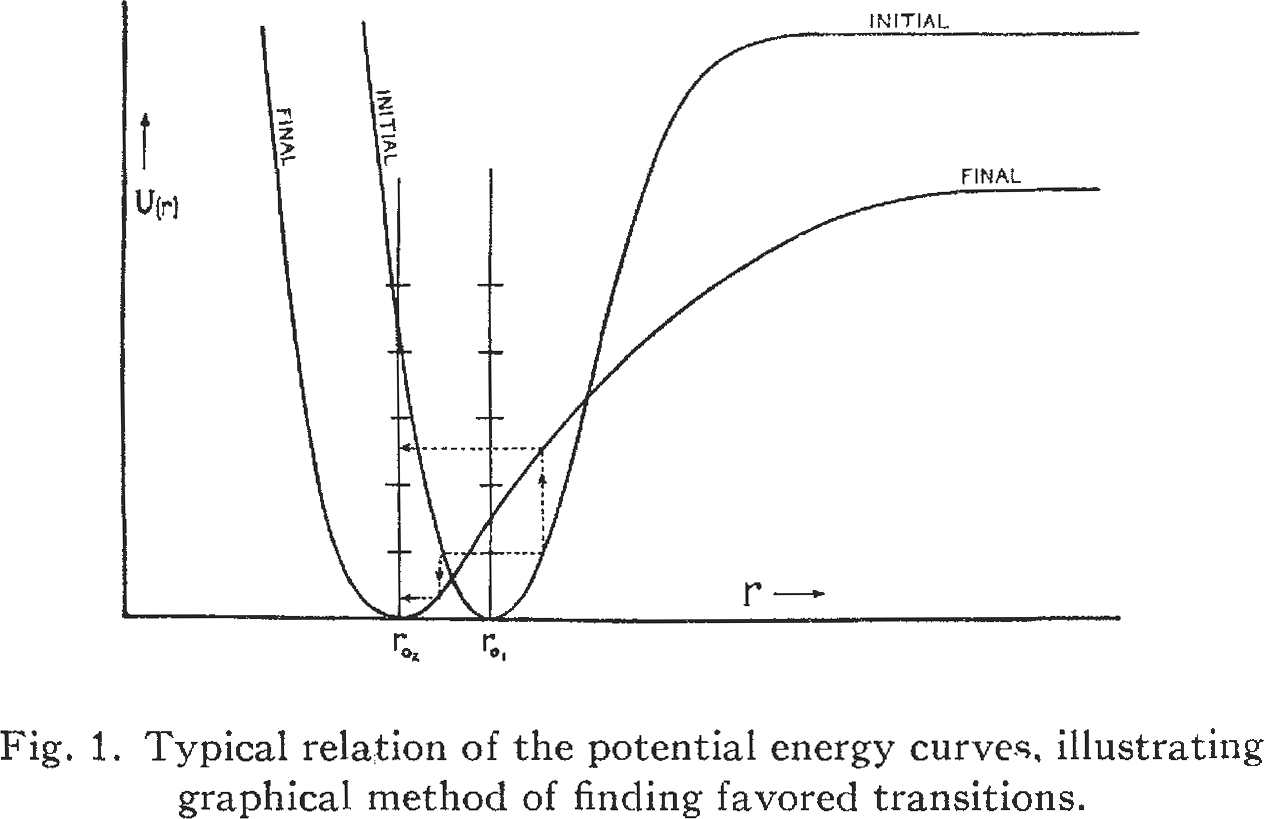
شکل ۵.شکل ۱ در اولین انتشارات ادوارد کاندون در مورد آنچه اکنون اصل فرانک-کاندون است [کاندون ۱۹۲۶]. کاندون برای نشان دادن روش تخمین گذارهای ارتعاشی، منحنی‌های پتانسیل را روی هم قرار داد.

## فرمول مکانیکی کوانتومی
یک انتقال دو قطبی الکتریکی از حالت ارتعاش اولیه(υ)سطح الکترونی پایه(ε),{\displaystyle |\epsilon v\rangle }, به حالت ارتعاشی (υ′) سطح الکترونی برانگیخته (ε′), {\displaystyle |\epsilon 'v'\rangle } (به نشان گذاری برا-کت مراجعه کنید). عملکرد گشتاور دو قطبی μ توسط بار  (−e) و مکان(ri)از الکترون  با بار  (+Zje) و مکان (Rj) از هسته اتم: 
{\displaystyle {\boldsymbol {\mu }}={\boldsymbol {\mu }}_{e}+{\boldsymbol {\mu }}_{N}=-e\sum \limits _{i}{\boldsymbol {r}}_{i}+e\sum \limits _{j}Z_{j}{\boldsymbol {R}}_{j}.}
دامنه احتمال P لرای انتقال بین این دو حالت توسط
{\displaystyle P=\left\langle \psi '\right|{\boldsymbol {\mu }}\left|\psi \right\rangle =\int {\psi '^{*}}{\boldsymbol {\mu }}\psi \,d\tau ,}
که در آن {\displaystyle \psi } و {\displaystyle \psi '} به ترتیب تابع موج های کلی حالت اولیه و نهایی هستند.توابع موج کلی محصول ارتعاش فردی (بسته به مختصات فضایی هسته ها) و فضای الکترونیکی و چرخش تابع موج اسپین هستند:
{\displaystyle \psi =\psi _{e}\psi _{v}\psi _{s}.}
این تفکیک توابع موج الکترونیکی و ارتعاشی بیانی از تقریب بورن-اوپنهایمر است و فرض اساسی اصل فرانک-کاندون است. ترکیب این معادلات منجر به بیانی برای دامنه احتمال بر حسب فضای الکترونیکی جداگانه، اسپین و سهم ارتعاشی می شود:
{\displaystyle P=\left\langle \psi _{e}'\psi _{v}'\psi _{s}'\right|{\boldsymbol {\mu }}\left|\psi _{e}\psi _{v}\psi _{s}\right\rangle =\int \psi _{e}'^{*}\psi _{v}'^{*}\psi _{s}'^{*}({\boldsymbol {\mu }}_{e}+{\boldsymbol {\mu }}_{N})\psi _{e}\psi _{v}\psi _{s}\,d\tau }

{\displaystyle =\int \psi _{e}'^{*}\psi _{v}'^{*}\psi _{s}'^{*}{\boldsymbol {\mu }}_{e}\psi _{e}\psi _{v}\psi _{s}\,d\tau +\int \psi _{e}'^{*}\psi _{v}'^{*}\psi _{s}'^{*}{\boldsymbol {\mu }}_{N}\psi _{e}\psi _{v}\psi _{s}\,d\tau }
{\displaystyle =\underbrace {\int \psi _{v}'^{*}\psi _{v}\,d\tau _{n}} _{\displaystyle {{\text{Franck–Condon}} \atop {\text{factor}}}}\underbrace {\int \psi _{e}'^{*}{\boldsymbol {\mu }}_{e}\psi _{e}\,d\tau _{e}} _{\displaystyle {{\text{orbital}} \atop {\text{selection rule}}}}\underbrace {\int \psi _{s}'^{*}\psi _{s}\,d\tau _{s}} _{\displaystyle {{\text{spin}} \atop {\text{selection rule}}}}+\underbrace {\int \psi _{e}'^{*}\psi _{e}\,d\tau _{e}} _{\displaystyle 0}\int \psi _{v}'^{*}{\boldsymbol {\mu }}_{N}\psi _{v}\,d\tau _{v}\int \psi _{s}'^{*}\psi _{s}\,d\tau _{s}.}
بخش مستقل از اسپین انتگرال اولیه در اینجا «تقریبی» به عنوان حاصل ضرب دو انتگرال است:
{\displaystyle \iint \psi _{v}'^{*}\psi _{e}'^{*}{\boldsymbol {\mu }}_{e}\psi _{e}\psi _{v}\,d\tau _{e}d\tau _{n}\approx \int \psi _{v}'^{*}\psi _{v}\,d\tau _{n}\int \psi _{e}'^{*}{\boldsymbol {\mu }}_{e}\psi _{e}\,d\tau _{e}.}
اگر انتگرال بر روی مختصات فضایی الکترون ها {\displaystyle \int \psi _{e}'^{*}{\boldsymbol {\mu }}_{e}\psi _{e}\,d\tau _{e}} به مختصات هسته ای وابسته نباشد این فاکتور سازی دقیق خواهد بود. 
با این حال، در تقریب بورن-اوپنهامر {\displaystyle \psi _{e}} و {\displaystyle \psi '_{e}} (به طور پارامتریک) به مختصات هسته ای بستگی دارند، 
به طوری که انتگرال (به اصطلاح سطح دوقطبی گذار) تابعی از مختصات هسته ای است. از آنجایی که وابستگی معمولاً نسبتاً صاف است، نادیده گرفته می‌شود (به عنوان مثال، این فرض که سطح دوقطبی انتقال مستقل از مختصات هسته‌ای است، که تقریب Condon نامیده می‌شود، اغلب مجاز است).
اولین انتگرال بعد از علامت مثبت برابر با صفر است زیرا توابع موج الکترونیکی حالت های مختلف متعامد هستند. باقیمانده حاصل ضرب سه انتگرال است. انتگرال اول، انتگرال همپوشانی ارتعاشی است که «فاکتور فرانک–کاندون» نیز نامیده می‌شود. دو انتگرال باقی مانده که به دامنه احتمال کمک می کنند قوانین انتخاب مکانی و چرخشی الکترونیکی را تعیین می کنند.
اصل فرانک-کاندون بیانیه ای  در مورد انتقال مجاز «ارتعاشی» بین دو حالت الکترونیکی «متفاوت» است. دیگر قوانین انتخاب مکانیک کوانتومی ممکن است احتمال انتقال را کاهش داده یا آن را به طور کلی ممنوع کند. قوانین انتخاب چرخشی در اشتقاق فوق نادیده گرفته شده است. سهم چرخشی را می توان در طیف گازها مشاهده کرد اما در مایعات و جامدات نادیده گرفته میشوند.
باید واضح باشد که فرمول مکانیکی کوانتومی اصل فرانک-کاندون نتیجه یک سری تقریب است، عمدتاً فرض انتقال دوقطبی الکتریکی و تقریب بورن-اوپنهایمر. دوقطبی مغناطیسی ضعیف تر و انتقال الکترونیکی چهارقطبی الکتریکی همراه با اعتبار ناقص فاکتورسازی تابع موج کل به توابع موج هسته ای، فضایی الکترونیکی و اسپین به این معنی است که قوانین انتخاب، از جمله عامل فرانک-کاندون، به شدت رعایت نمی شود. برای هر انتقال معین، مقدارP توسط همه قوانین انتخاب تعیین می شود، با این حال انتخاب چرخشی بزرگترین مشارکت کننده است و به دنبال آن قوانین انتخاب الکترونیکی وجود دارد. فاکتور فرانک-کاندون فقط «ضعیف» شدت انتقال ها را تعدیل می کند، به عبارت دیگر با ضریبی در مرتبه ۱ به شدت باندهایی کمک می کند که ترتیب بزرگی آنها توسط انتخاب دیگر تعیین می شود. قوانین. جدول زیر محدوده ضرایب جذب مولی را برای ترکیبات احتمالی چرخش (اسپین) مجاز و ممنوع و قوانین انتخاب مداری نشان می دهد.
|                                  | محدوده ضریب جذب مولی (ε) (mol−1 cm−1) |
| -------------------------------- | ------------------------------------- |
| اسپین و اوربیتالی مجاز است       | 103 to 105                            |
| اسپین و اوربیتالی ممنوع است      | 100 to 103                            |
| اسپین ممنوع و اوربیتالی مجاز است | 10−5 to 100                           |

## شباهت های فرانک-کاندون در طیف سنجی
اصل فرانک-کاندون، در شکل متعارف خود، فقط برای تغییرات در سطوح ارتعاشی یک مولکول در جریان تغییر سطوح الکترونیکی توسط جذب یا گسیل یک فوتون اعمال می‌شود.  شهود فیزیکی این اصل با این ایده که مختصات هسته‌ای اتم‌های تشکیل‌دهنده مولکول زمان لازم برای تغییر در مدت زمان بسیار کوتاهی که در یک انتقال الکترونیکی وجود دارد، تثبیت می‌شود.  با این حال، این شهود فیزیکی می تواند، و در واقع، به طور معمول به فعل و انفعالات بین مولکول های جذب کننده یا ساطع کننده نور (کروموفورها) و محیط آنها گسترش یابد.  استعاره‌های فرانک-کاندون مناسب هستند زیرا مولکول‌ها اغلب به شدت با مولکول‌های اطراف، به‌ویژه در مایعات و جامدات، برهم‌کنش می‌کنند، و این برهم‌کنش‌ها مختصات هسته‌ای کروموفور را به روش‌هایی کاملاً مشابه با ارتعاشات مولکولی در نظر گرفته شده توسط اصل فرانک-کاندون تغییر می‌دهند.

شکل ۶. نمودار انرژی یک انتقال الکترونیکی با جفت شدن فونون در امتداد مختصات پیکربندی q_{ i}, a حالت عادی شبکه. فلش های رو به بالا نشان دهنده جذب بدون فونون و با سه فونون است. فلش های رو به پایین نشان دهنده روند متقارن در انتشار است.

### اصل فرانک-کاندون برای فونون ها
نزدیکترین قیاس فرانک-کاندون به دلیل برهمکنش فونونها (کوانتوم ارتعاشات شبکه) با انتقال الکترونیکی کروموفورهای جاسازی شده به عنوان ناخالصی در شبکه است.  در این وضعیت، انتقال به سطوح الکترونیکی بالاتر زمانی رخ می‌دهد که انرژی فوتون با انرژی انتقال صرفاً الکترونیکی یا انرژی انتقال کاملاً الکترونیکی به اضافه انرژی یک یا چند فونون شبکه مطابقت داشته باشد.  در تقریب دمای پایین، انتشار از سطح فونون صفر حالت برانگیخته به سطح فونون صفر حالت پایه یا به سطوح فونون بالاتر حالت پایه است.  درست مانند اصل فرانک-کاندون، احتمال انتقال شامل فونون ها با همپوشانی توابع موج فونون در سطوح انرژی اولیه و نهایی تعیین می شود.  برای اصل فرانک-کاندون اعمال شده برای انتقال فونون، برچسب محور افقی شکل ۱ در شکل ۶ با مختصات پیکربندی برای حالت عادی جایگزین شده است.  حالت شبکه انرژی پتانسیل ({\displaystyle q_{i}}) در شکل ۶ به عنوان یک نوسانگر هارمونیک، و فاصله بین سطوح فونون ({\displaystyle \hbar \Omega _{i}}) نشان داده شده است. توسط پارامترهای شبکه تعیین می شود.  از آنجایی که انرژی تک فونون ها عموماً بسیار کوچک است، انتقال صفر یا چند فونون را فقط می توان در دماهای کمتر از حدود ۴۰ کلوین مشاهده کرد.
برای جزئیات و مراجع بیشتر به خط و باند فرعی فونون صفر مراجعه کنید.  .

### اصل فرانک–کاندون در حلالیت

شکل ۷. نمودار انرژی که اصل فرانک-کاندون اعمال شده در حلالیت کروموفورها را نشان می دهد. منحنی های پتانسیل سهموی نماد انرژی برهمکنش بین کروموفورها و حلال هستند. منحنی های گاوسی نشان دهنده توزیع این انرژی متقابل است.

ملاحظات فرانک-کاندون همچنین می تواند برای انتقال الکترونیکی کروموفورهای حل شده در مایعات اعمال شود. در این استفاده از استعاره فرانک-کاندون، سطوح ارتعاشی کروموفورها، و همچنین برهمکنش کروموفورها با فونون‌ها در مایع، همچنان به ساختار طیف جذب و انتشار کمک می‌کنند، اما این اثرات به طور جداگانه و به طور مستقل در نظر گرفته می‌شوند. 
کروموفورهایی را در نظر بگیرید که توسط مولکول های حلال احاطه شده اند. این مولکول های اطراف ممکن است با کروموفورها تعامل داشته باشند، به خصوص اگر مولکول های حلال قطبی باشند. این ارتباط بین حلال و املاح به عنوان حلالیت شناخته می شود و یک برهمکنش تثبیت کننده است، یعنی مولکول های حلال می توانند حرکت کنند و بچرخند تا انرژی برهمکنش به حداقل برسد. این برهمکنش خود شامل نیروهای الکترواستاتیک و واندروالس است و همچنین می تواند شامل پیوندهای هیدروژنی باشد. اصول فرانک-کاندون زمانی قابل اعمال است که برهمکنش‌های بین کروموفور و مولکول‌های حلال اطراف در زمین و در حالت الکترونیکی برانگیخته متفاوت باشد. این تغییر در اندرکنش می تواند به عنوان مثال به دلیل گشتاورهای دوقطبی متفاوت در این دو حالت منشأ بگیرد. اگر کروموفور در حالت پایه خود شروع شود و با مولکولهای حلال اطراف به تعادل نزدیک شود و سپس فوتونی را جذب کند که آن را به حالت برانگیخته برساند، برهمکنش آن با حلال در حالت برانگیخته از تعادل دور خواهد بود. این اثر مشابه اصل فرانک-کاندون اصلی است: انتقال الکترونیکی در مقایسه با حرکت هسته‌ها بسیار سریع است - بازآرایی مولکول‌های حلال در حالت حل‌ال‌پذیری. ما اکنون از یک انتقال عمودی صحبت می کنیم، اما اکنون مختصات افقی فضای برهمکنش حلال-املاح است. این محور مختصات اغلب به عنوان «مختصات حل» برچسب گذاری می شود و تا حدودی به طور انتزاعی، تمام ابعاد حرکت مربوطه همه مولکول های حلال را نشان می دهد.
در اصل فرانک-کاندون اولیه، پس از انتقال الکترونیکی، مولکول هایی که در حالت ارتعاشی بالاتر قرار می گیرند، بلافاصله شروع به شل شدن به پایین ترین حالت ارتعاشی می کنند. در مورد حلال‌سازی، مولکول‌های حلال بلافاصله سعی می‌کنند خود را مرتب کنند تا انرژی برهم‌کنش را به حداقل برسانند. سرعت شل شدن حلال به ویسکوزیته حلال بستگی دارد. با فرض کوتاه بودن زمان استراحت حلال در مقایسه با طول عمر حالت برانگیخته الکترونیکی، انتشار از پایین ترین حالت انرژی حلال حالت الکترونیکی برانگیخته خواهد بود. برای حلال‌های مولکولی کوچک مانند آب یا متانول در دمای محیط، زمان استراحت حلال در حدود ده‌ها پیکو ثانیه است در حالی که طول عمر حالت برانگیخته کروموفور از چند پیکوثانیه تا چند نانوثانیه متغیر است. بلافاصله پس از انتقال به حالت الکترونیکی پایه، مولکول های حلال نیز باید خود را مجدداً مرتب کنند تا با پیکربندی الکترونیکی جدید کروموفور سازگار شوند. شکل ۷ اصل فرانک-کاندون اعمال شده در حل‌سازی را نشان می‌دهد. هنگامی که محلول با نور مربوط به انرژی انتقال الکترونیکی روشن می شود، برخی از کروموفورها به حالت برانگیخته می روند. در این گروه از کروموفورها، توزیع آماری انرژی های برهمکنش حلال-کروموفور وجود خواهد داشت که در شکل با تابع توزیع گاوسی نشان داده شده است. برهمکنش حلال-کروموفور به عنوان یک پتانسیل سهموی در هر دو حالت الکترونیکی ترسیم می شود. از آنجایی که انتقال الکترونیکی اساساً در مقیاس زمانی حرکت حلال (پیکان عمودی) آنی است، مجموعه کروموفورهای حالت برانگیخته بلافاصله از تعادل فاصله دارد. بازآرایی مولکول های حلال بر اساس منحنی انرژی پتانسیل جدید با فلش های منحنی شکل ۷ نشان داده شده است. توجه داشته باشید که در حالی که انتقال های الکترونیکی کوانتیزه می شوند، انرژی برهمکنش کروموفور-حلال به عنوان یک پیوستار کلاسیک به دلیل تعداد زیاد مولکول های درگیر اگرچه انتشار از حداقل پتانسیل برهمکنش کروموفور-حلال حالت برانگیخته به تصویر کشیده می شود، انتشار قابل توجهی می تواند قبل از رسیدن به تعادل زمانی که ویسکوزیته حلال زیاد است یا طول عمر حالت برانگیخته کوتاه است رخ دهد. تفاوت انرژی بین فوتون های جذب شده و ساطع شده که در شکل ۷ نشان داده شده است سهم حلالیت در تغییر استوکس است.

## جستار های وابسته
- تقریب بورن–اوپنهایمر
- انتقال الکترونیکی مولکولی
- طیف‌سنجی مرئی-فرابنفش
- نوسانگر هماهنگ کوانتمی
- پتانسیل مورس
- ارتعاش الکترونیکی
- خط صفر فونون و باند جانبی فونون
- تئوری آدیاباتیک